# Krupa, Semič
Krupa este o localitate din comuna Semič, Slovenia, cu o populație de circa 47 de locuitori.